# Hiroyasu Shimizu
Hiroyasu Shimizu (n. 27 februarie 1974, Obihiro, Japonia) este un patinator de viteză ce a reprezentat Japonia, medaliat olimpic. A participat la 4 ediții ale Jocurilor Olimpice (1994, 1998, 2002, 2006) în care a câștigat două medalii de aur și o medalie de bronz.